# Niels Frederik Ravn

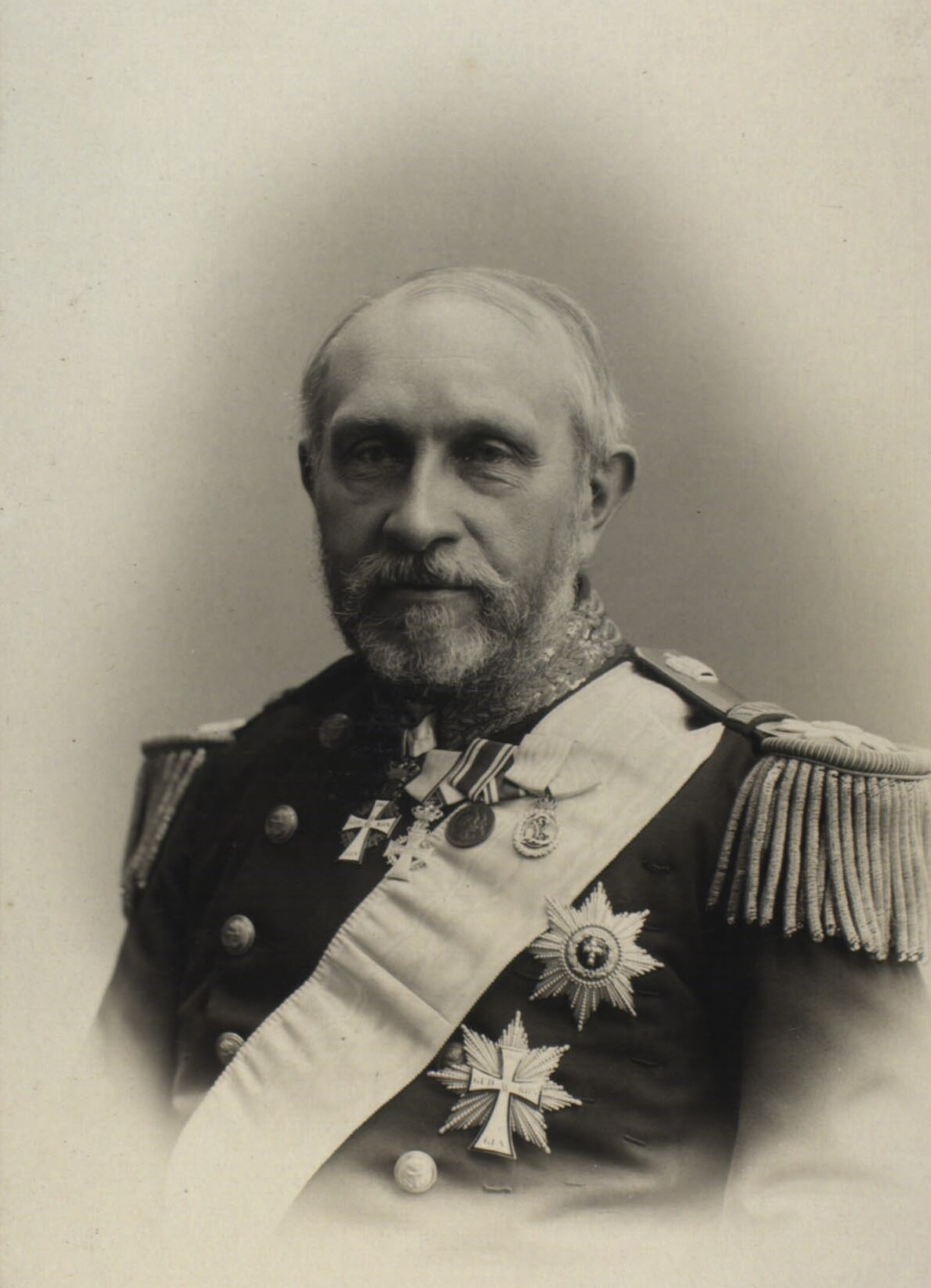
Niels Frederik Ravn

Niels Frederik Ravn (* 18. Juni 1826 in Kopenhagen; † 12. Juni 1910) war ein dänischer Vizeadmiral und Politiker. In dieser Eigenschaft war er von 1870 bis 1900 mehrmaliger Minister des Königreichs Dänemark.

## Leben
Herkunft
Ravn wurde 1826 als Sohn des Leinenhändlers Stephen Ravn und dessen Gattin Marie, geb. Bünge geboren.
Militärische Karriere
1838 wurde Ravn Kadett und 1845 Sekondeleutnant, zurückdatiert auf 1844. Von 1845 bis 1847 nahm er an Steen Andersen Billes Weltumseglung auf der Korvette Galathea teil. Während der Schleswig-Holsteinischen Erhebung tat er seinen Dienst 1848 auf der Fregatte Havfruen, 1849 auf der Fregatte Thetis und 1850 auf der Korvette Najaden. 1851 wurde er Premierleutnant und war bis 1863 Mathematiklehrer an der Seekadettenakademie. In dieser Eigenschaft nahm er 1852, 1859 und 1861 an Fahrten des Kadettenschiffes teil. 1853 bis 1856 war er zudem Subalternoffizier am Seekartenarchiv. 1863 erhielt er den Charakter eines Kapitänleutnants, drei Jahre später erhielt er den wirklichen Rang. Am Deutsch-Dänischen Krieg nahm er als Erster Offizier des Linienschiffes Frederik VI teil. 1863 wechselte Ravn als Mathematiklehrer an die Königliche Militärische Hochschule und lehrte auch weiter an dieser, als sie in die Offiziersschule umgewandelt wurde. Zu dieser Zeit erlangte Bekanntheit mit wissenschaftlichen Abhandlungen, etwa mit seinen Arbeiten zu Gradmessungen. In der Kommission Den danske Gradmaaling („Die dänischen Gradmessungen“), geleitet von Generalmajor Georg Zachariae. 1868 wurde er Kapitän, 1873 „kommandør“ (etwa Fregattenkapitän) und 1885 Konteradmiral. 1891 erreichte er die Altersgrenze und erhielt seinen Abschied mit dem Charakter eines Vizeadmirals.
Politische Karriere
- Marineminister im Kabinett Holstein-Holsteinborg vom 21. Mai 1873 bis zum 14. Juli 1874
- Marineminister im Kabinett Fonnesbech vom 14. Juli 1874 bis zum 26. August 1874
- Kriegsminister im Kabinett Fonnesbech vom 14. Juli 1874 bis zum 11. Juni 1875
- Kriegsminister im Kabinett Estrup vom 1. April 1881 bis zum 12. September 1884
- Marineminister im Kabinett Estrup vom 12. September 1884 bis zum 7. August 1894
- Marineminister im Kabinett Reedtz-Thott vom 7. August 1894 bis zum 23. Mai 1897
- Außenminister und Marineminister im Kabinett Hørring 23. Mai 1897 bis zum 27. April 1900

## Auszeichnungen
- 1857: Ritterkreuz des Dannebrogordens
- 1867: Dannebrogsmændenes hæderstegn
- 1874: Komtur II. Klasse
- 1875: Komtur I. Klasse
- 1881: Großkreuz des Dannebrogordens
- 1898: Elefanten-Orden